# Ларуэн
Ларуэ́н (фр. Laroin) — коммуна во Франции, находится в регионе Аквитания. Департамент — Атлантические Пиренеи. Входит в состав кантона Бийер-э-Кото-де-Жюрансон. Округ коммуны — По.
Код INSEE коммуны — 64315.

## География
Коммуна расположена приблизительно в 660 км к югу от Парижа, в 175 км южнее Бордо, в 6 км к западу от По.
По территории коммуны протекает река Гав-де-По.

### Климат
Климат тёплый океанический. Зима мягкая, средняя температура января — от +5°С до +13°С, температуры ниже −10 °C бывают редко. Снег выпадает около 15 дней в году с ноября по апрель. Максимальная температура летом порядка 20-30 °C, выше 35 °C бывает очень редко. Количество осадков высокое, порядка 1100 мм в год. Характерна безветренная погода, сильные ветры очень редки.

## Население
Население коммуны на 2010 год составляло 946 человек.
| 1962 | 1968 | 1975 | 1982 | 1990 | 1999 | 2010 |
| ---- | ---- | ---- | ---- | ---- | ---- | ---- |
| 426  | 490  | 601  | 721  | 805  | 849  | 946  |

## Администрация
| Период | Период | Фамилия      | Партия                  | Примечания                            |
| ------ | ------ | ------------ | ----------------------- | ------------------------------------- |
| 1977   | 1983   | Луи Марк     |                         |                                       |
| 1983   | 1989   | Жан Бирад    |                         |                                       |
| 1989   | 2020   | Бернар Судар | Социалистическая партия | генеральный советник кантона (с 2004) |

## Экономика
В 2010 году среди 638 человек трудоспособного возраста (15-64 лет) 468 были экономически активными, 170 — неактивными (показатель активности — 73,4 %, в 1999 году было 69,2 %). Из 468 активных жителей работали 435 человек (226 мужчин и 209 женщин), безработных было 33 (12 мужчин и 21 женщина). Среди 170 неактивных 65 человек были учениками или студентами, 72 — пенсионерами, 33 были неактивными по другим причинам.

## Достопримечательности
- Церковь Св. Винсента (1903 год)[9]

## Города-побратимы
- Лумбьер (Испания, с 1991)

## Фотогалерея
- Ларуэн
- Церковь Св. Винсента
- Церковь Св. Винсента
- Военный мемориал
- Река Гав-де-По